# ラジオワールド
ラジオワールド（Radio World）は、1996年10月12日からTBSラジオ（2001年9月まで東京放送=TBSのラジオ部門、以後はTBSラジオ&コミュニケーションズ→TBSラジオ）で放送される単発特別番組枠。『TBS50年史』資料編では、「バラエティ・ショー」というジャンル（P185-188）の中で紹介されている。
当項目では、2019年10月6日より2020年3月29日まで日曜12時台前半に設けられていた「RADIO-EX」、2021年4月3日より6月26日まで土曜17時台に設けられていた「サタデースペシャル」といった同種の番組枠についても取り上げる。

## 概要
従来より設けられていた単発特番枠「TBSラジオスペシャル」（1981年10月18日 - 1997年3月17日。当初は日曜19:00 - 20:00、末期は月曜20:00 - 20:55）と並行する形で開始。第1回は『引退議員永田町にも物申す』。
2001年度からは、原則ナイターオフシーズンの10月から翌年3月にかけての放送となっていた。「TBSラジオ エキサイトベースボールスペシャル」が放送される際は中止、もしくは延期となった。
2011年度は当初設定されず、2012年1月より再開し3月31日まで放送された。2012年度は放送がなかったが、2013年度のナイターオフシーズンより1年半ぶりに再開した。再開第1回放送は2013年10月5日。
2018年度からの3年間は、ナイターオフシーズンの『らんまんラジオ寄席』の放送枠（日曜20時台）でナイターシーズンに放送された。2021年度ナイターシーズンは設定されなかったが、代替枠「サタデースペシャル」の失敗を鑑みて、2022年度は2年ぶりに設定された。2023年度（正確には、『らんまんラジオ寄席』が設定されなかった2022年度下半期以降）は単発特番枠そのものが設定されない。

## 放送時間
※特記ない限り、時間は日本標準時（JST）。
- 1996年10月：土曜日 19:00 - 21:55[1] ※TBSラジオウェブサイト内に掲載された番組表（参考資料参照）では、22:00までとして扱われていた。
- 1997年4月：月曜日 19:00 - 20:30
- 1997年10月：土曜日 20:00 - 21:00
- 1998年4月：月曜日 21:00 - 21:55
- 1998年10月：土曜日 20:00 - 21:00
- 1999年4月：月曜日 19:00 - 20:00
- 1999年10月：土曜日 20:00 - 20:55
- 2000年4月 - 2001年3月26日：月曜日 21:00 - 21:50[1]

ここから、原則ナイターオフシーズン（概ね10月 - 3月）限定で放送。
- 2001年度：日曜日 19:00 - 20:00 ※土曜日19:00 - 21:00にも同様の枠として『ラジオスペシャル』を編成。
- 2002年度：土曜日 20:00 - 21:00
- 2003年度 - 2005年度：土曜日 19:00 - 20:00
- 2006年度、2007年度：日曜日 19:00 - 20:00
- 2008年度：土曜日 20:00 - 21:00
- 2009年度：日曜日 19:00 - 20:00
- 2010年度：土曜日 20:00 - 20:55
- 2011年度（2012年1月 - 3月）：土曜日 18:00 - 19:00
- 2013年度（2013年10月 - 2014年3月）: 土曜日 19:00 - 20:00
- 2014年度（2014年10月 - 2015年3月）: 日曜日 19:00 - 20:00
- 2015年度（2015年4月 - 9月）: 日曜日 23:00 - 23:55
- 2015年度（2015年10月 - 2016年3月）: 日曜日 19:00 - 20:00
- 2016年度（2016年10月 - 2017年3月）: 日曜日 19:00 - 20:00
- 2017年度：日曜日 19:00 - 20:00

ここから、原則ナイターシーズン（概ね4月 - 9月）限定で放送。
- 2018年度 - 2020年度、2022年度：日曜日 20:00 - 20:55[注 3][注 4][注 5]

## 放送内容
その週のテーマによって異なる。開始当時は、小笠原保子（当時TBSアナウンサー）または、宮崎総子が交代でナビゲーターを担当していた。また、1999年当時は長峰由紀（当時TBSアナウンサー）が担当していた。
例として、2015年度上半期について一部取り上げる。
| 放送日         | タイトル                                                                            | 出演者                                                                             |
| -------------- | ----------------------------------------------------------------------------------- | ---------------------------------------------------------------------------------- |
| 2015年 4月26日 | スペシャルウィークを振り返ろう。TBSラジオぼんやり審議会                             | 小林悠、福田里香、みずしな孝之、吉田豪                                             |
| 5月3日         | サンデー・ディズニーミュージック・ワールド～LiLiCoと共に～                          | LiLiCo                                                                             |
| 5月10日        | 愛川欽也さん追悼特別番組『キンキンのラジオが好きだった！』                          | 小島一慶、白石冬美                                                                 |
| 5月17日        | 嗚呼、素晴らしき珍論文！                                                            | サンキュータツオ、小林悠                                                           |
| 5月24日        | ミュージカル「ダブル」公演目前スペシャル ～世界初・腹話術ミュージカルの魅力に迫る！ | 出水麻衣                                                                           |
| 5月31日        | ハマケン×ヨシアキの赤坂funkastic night ～オレたちのファンクミュージック～           | 浜野謙太、高橋芳朗                                                                 |
| 6月7日         | 初来日！ブロードウェイミュージカル 「ジャージーボーイズ」徹底解説！                 | 駒田健吾、萩原健太                                                                 |
| 6月14日        | 日曜劇場『ごめんね青春!』DVD発売記念SP！                                            | 初代カバヤキ三太郎、満島ひかり、重岡大毅、風間杜夫、斉藤由貴、坂井真紀、富山えり子 |
| 6月21日        | 蟹江一平のかにえ道楽～セカンドインパクト～                                          | 蟹江一平                                                                           |
| 6月28日        | ジェーン・スー 相談はなくても踊る                                                   | ジェーン・スー、高橋芳朗                                                           |
| 7月5日         | ハンセン病と戦争～隔離と差別の記憶をどう受け継ぐのか                                | 崎山敏也、片桐千晶                                                                 |
| 7月12日        | 戦後70年 サブカルチャーが描いた『敵』                                               | 石岡良治                                                                           |
| 7月19日        | 爆笑問題太田光が訊く瀬戸内寂聴の戦後70年                                            | 瀬戸内寂聴、太田光                                                                 |
| 7月26日        | 戦後70年 1万人の声・戦争体験談を聴く                                                |                                                                                    |
| 8月2日         | 戦後70年 日中学生尖閣や歴史で討論                                                   |                                                                                    |
| 8月9日         | 小林悠 樺太・70年の家路                                                             | 小林悠                                                                             |
| 8月16日        | ジェーン・スー 相談はなくても踊る                                                   | ジェーン・スー、高橋芳朗、DJヤナタケ                                               |

## RADIO-EX
2019年秋の番組改編（2019年10月6日）より、『道上洋三の健康道場』（朝日放送ラジオ制作）のネット終了（JRNネット番組から関西ローカルに変更）に伴い空いた日曜12:00 - 12:29に放送された単発特別番組枠。
特別編成によるレギュラー番組の移動先として活用されることもある。稀に系列他局制作番組のネットに充てられることもあるが、その場合は「RADIO-EX」扱いにならない。
2020年春の番組改編（2020年3月29日）にて終了。

## サタデースペシャル
2021年春の番組改編（2021年4月3日）より、土曜17時台（開始当初は17:00 - 18:00）で放送された単発特別番組枠。当枠を編成する関係で『ウィークエンドネットワーク』は裏送りへと変更された。
6月5日より17:30 - 18:00に『TikTok Presents 大久保佳代子とトレンド遊び』を編成するため17:00 - 17:30に短縮され、7月3日より17:00 - 17:30に『辰巳琢郎の勝手にコンシェルジュ』を編成するため、1クールで終了となった。